# Ignazio Spalla
Ignazio Spalla est un acteur italien né le 5 mai 1924 à Sienne et mort le 9 février 1995 à Costacciaro. Il est principalement connu pour ses rôles dans la trilogie Sabata. En France, c'est Claude Bertrand et Henry Djanik qui sont sa doublure. Il est crédité souvent sous le nom de Pedro Sanchez.

## Biographie
Ignazio Spalla est principalement actif dans les westerns spaghettis, jouant généralement des rôles de Mexicains, de tireurs et de hors la loi.

## Filmographie
- 1966 : Spara forte, più forte... non capisco de  Eduardo De Filippo
- 1966 : Dieu est avec toi, Gringo (Vayas con dios, Gringo) d'Edoardo Mulargia : Mexico
- 1967 : Le Retour de Django  (Il Figlio di Django) d’Osvaldo Civirani
- 1967 : Je vais, je tire et je reviens ( Vado... l'ammazzo e torno)  d'Enzo G. Castellari
- 1967 : Pécos tire ou meurt (Pecos è qui : Prega e muori !) de Maurizio Lucidi.
- 1968 : Avec Django, la mort est là  (Joko invoca Dio... e muori) d’Antonio Margheriti : Laredo
- 1968 : Django porte sa croix  (Quella sporca storia nel West) d’Enzo G. Castellari : Guild, un pistolero
- 1968 : I nipoti di Zorro de Marcello Ciorciolini : sergent Alvarez
- 1968 : Pas de diamants pour Ursula (I diamanti che nessuno voleva rubare) de Gino Mangini : Caravella
- 1968 : Demande pardon à Dieu, pas à moi... (Chiedi perdono a Dio... non a me), de Vincenzo Musolino : Barrica, le mexicain
- 1968 : Zorro le renard (El Zorro) de Guido Zurli : Sergeant Gomez
- 1969 : Sabata de Gianfranco Parolini : Carrincha
- 1969 : Trois Tombes pour Quintana (Quintana) de Vincenzo Musolino : Frère Mansueto
- 1969 : Liens d'amour et de sang (Beatrice Cenci) de Lucio Fulci
- 1970 : Adios Sabata de Gianfranco Parolini : Escudo
- 1970 : Le Colt du révérend (Reverendo Colt) de Leon Klimovsky
- 1972 : La Vierge de Bali (La vergine di Bali) de Guido Zurli : Pedro Porfirio
- 1971 : Le Retour de Sabata de Gianfranco Parolini : Bronco
- 1977 : La Proie de l'autostop (Autostop rosso sangue) de Pasquale Festa Campanile : l'épicier mexicain